# Hilde Nijs
Hilde Nijs (Ninove, 1951) is een Belgisch multidisciplinair kunstenaar en curator van actuele kunst. In haar werk verkent ze onder andere de invloed van de alledaagse gedragingen van de mens op zijn omgeving en de relatie van de mens tot kunstmatige intelligentie en de machine.

## Levensloop
Nijs doorliep haar middelbare studies aan het Regina Caeli Caelicium in Dilbeek. Ze kreeg een artistieke opleiding op de afdeling Sint-Lucas van het Imelda-Instituut in Brussel en vier jaar opleiding Sierkunsten en Kunstambachten aan de Stedelijke Academie voor Schone Kunsten in Aalst. 
Ze leidde het Centrum voor Experimentele Kunst in Roosdaal. Hierna, in 1984, richtte de kunstenaar haar eigen atelier, Kunstatelier NIJS, op. Ze kreeg opdrachten voor glasramen voor kerken, particulieren en openbare gebouwen: naast restauraties maakte Nijs nieuwe gebrandschilderde glasramen voor de Sint-Jan-Evangelistkerk in Teralfene, Affligem en de kerk van Kattem, Roosdaal, de kapel van het Rust- en Verzorgingstehuis O.L.V. Onbevlekt in Roosdaal, de sacristie van de kerk in Strijtem, de hal, raadzaal en bureel van de burgemeester in het gemeentehuis van Galmaarden. Zij was de artistieke medewerker van het Charlemagne Orchestra for Europe. 
Ze kreeg toestemming van Hugo Claus om het gedicht Lucretius en zijn auteursnaam, op een schilderij te plaatsen. Ook van Minister van Staat, schilder en auteur Mark Eyskens en de Russisch-Amerikaanse componist/auteur Lera Auerbach kreeg ze toestemming hun poëzie op haar canvas te gebruiken. De Wondere Wereld der Gupta's uit 1975 is een portrettenreeks van de stichters van een nieuwe maatschappij.
In 2014 richtte ze in een leegstaand gebouw op de Linkeroever in Ninove de DeKANTFABRIEK op, waar ze tot 2020 als kunstenaar/curator Artistiek Maatschappij Reflecterende Totaalinstallaties organiseerde, samen met Paul Verhaeghe, psychoanalyticus/maatschappijcriticus (UGent), Willem Elias, filosoof, kunstcriticus (VUB), Ignaas Devisch, filosoof (UGent), Dirk De Wachter, psychiater/psychotherapeut (UPC KUL) en Françoise Vanhecke, sopraan, pedagoog en onderzoeker inhaling singing (UGent). Hier maakte ze haar Variable Identity Rooms, een levensgrote installatie bestaande uit verschillende ruimtes. Deze kamers zijn door het publiek bewandelbare kunstwerken die op hun beurt ook weer kunst huisvesten.  Ook "Connected World, 28 stakeholders for a MORE connected world", een museale installatie bestaande uit 28 witte keramische beelden, vindt hier zijn oorsprong.
Sinds 2019 is Nijs voorzitter van de Kunst- en Cultuurraad Ninove en richtte ze het Actueel Art Platform (A.A.P.) op. In dat kader cureerde ze in 2023 in Ninove AAP, een tentoonstelling met 30 actuele kunstenaars uit Vlaanderen en Brussel.
Nijs is voorts voorzitter van ARTesMUSICA, een vereniging ter bevordering van de actuele kunsten.  

## Tentoonstellingen
- 2023: Artistiek actueel Platform (AAP), groepsexpo van actuele kunst gecureerd door Nijs, Liberale Kring, Ninove[8]
- 2022: WakeUP CALL, for a human and connected world, S.M.A.K., Gent[9]
- 2022: ARTCuMuL, kunsthappening in Liberale Kring, Ninove[10]
- 2021: Colours in the sky, expo in de lucht in Beringen[11]
- 2021: A Paper a Day 2021[12]
- 2020: #Identiteit #Intimiteit #Connectiviteit #Diversiteit, solotentoonstelling in CC Casino, Beringen[13][14][15]
- 2019: #Intimiteit #Identiteit in DeKANTFABRIEK, met Paul Verhaeghe[16]
- 2018: ART COnnects (?), met Dirk De Wachter[16]
- 2018: ACROSS BORDERS, in DeKANTFABRIEK [17]
- 2017: AUTHORITY, BottomUP, derde seizoen in DeKANTFABRIEK[6]
- 2016: EndlessFlow, Endless Time met Ignaas Devisch en Willem Elias[18]
- 2015: IDENTITEIT, zonder grenzen, met Paul Verhaeghe in DeKANTFABRIEK[19][20]
- 2010: Correlation of Arts, duo tentoonstelling met Mark Eyskens, Koninklijk Conservatorium Brussel, Brussel[21][22][23]